# Livello indice del sonar

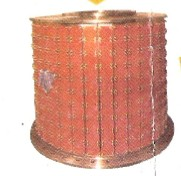
Trasduttore d'emissione impulsiva del sottomarino classe Sauro

È nominato livello indice del sonar {\displaystyle (LI)} il valore della pressione acustica generata dal trasduttore di emissione impulsiva alla distanza di {\displaystyle 1\ m} dal generatore stesso.
La grandezza {\displaystyle LI} è espressa in forma logaritmica come:
{\displaystyle LI=x\ dB/\mu Pa/1\ m} 
La misura di {\displaystyle LI} è l'atto conclusivo del progetto di un sonar attivo per la verifica dei corretto dimensionamento del trasmettitore e della base acustica ad esso collegata.
Altresì è l'operazione di controllo periodico della struttura elettro meccanica in mare che ha il compito di assicurare che nessun guasto sia sopravvenuto per non alterare dovute prestazioni di scoperta del sonar.

## Valutazione e misura di LI

### Esempio di valutazione
Nell'ipotesi che nel dimensionamento di un trasmettitore impulsivo del sonar risulti disponibile una potenza elettrica di  {\displaystyle Pe=10000\ We}
Ipotizzando nel {\displaystyle 50\%} il rendimento elettroacustico della base di trasmissione la potenza acustica generata sarà: {\displaystyle Pa=5000\ Wa}.
Se dalle dimensioni della base acustica si può contare indicativamente su di un guadagno di direttività di {\displaystyle DI=23\ dB} il valore di {\displaystyle LI} in acqua si calcola con l'espressione:
{\displaystyle LI=10\cdot \log _{10}{Pa}+DI+172\ dB=10\cdot \log _{10}{5000}+23\ dB+172\ dB=232\ dB/\mu Pa/1\ m}. 
La verifica sperimentale di questi valori è affidata alla misura di {\displaystyle LI} in mare.

### Esempio di misura

#### Il campo per la misura in mare di LI

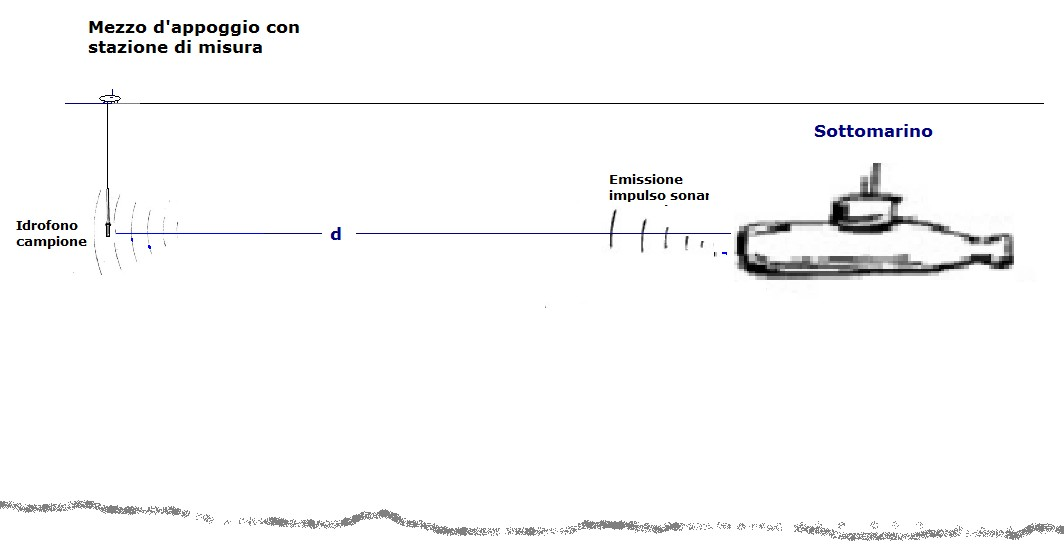
Campo per la misura del livello indice

Le misure in mare  del livello indice, da eseguirsi in regime di trasmissione ad impulsi, intese alla verifica del valore  {\displaystyle LI} di targa del sonar, devono essere condotte in mare aperto e in zona di certa divergenza sferica; la distanza che separa il trasduttore di emissione dall'idrofono ricevente deve essere almeno {\displaystyle 10} volte la dimensione massima del primo; generalmente per sicurezza operativa tra i due mezzi si pone {\displaystyle d\approx 100\ m}
Commento del campo di misura:
-Si tratta di installazione di misura impostata su battello appoggio dotato di stazione di misura e idrofono campione
-Il diametro del trasduttore d'emissione sul sottomarino è di {\displaystyle \approx 0.8\ m} 
-L'idrofono campione  delegato alla ricezione dell'impulso di trasmissione è filato in mare alla quota del sottomarino e ha la sensibilità di: {\displaystyle Sidr=(-200\ dB/Volt/\mu Pa)\pm 0.5\ dB}
-Lo strumento di misura nella stazione deve essere di tipo oscilloscopico 
-Le misure del livello degli impulsi ricevuti dal trasduttore devono essere ripetute decine di volte mediandone i valori in modo da ridurre le inevitabili variazioni dovute al movimento della stazione di misura e ad eventuali riflessioni.

#### Previsioni livelli degli impulsi ricevuti
Si computano i livelli degli impulsi ricevuti
dall'idrofono di misura ipotizzando assolute certezze e precisioni sulle variabili in gioco.
L'attenuazione dovuta al transito degli impulsi nel percorso {\displaystyle d} sarà computata per la sola divergenza
sferica trascurando l'attenuazione per assorbimento dato il modesto valore di {\displaystyle d}. 
- Il livello indice {\displaystyle LI} sia quello calcolato in precedenza: 
{\displaystyle LI=232\ dB/\mu Pa/1\ m}
- L'attenuazione per divergenza nel percorso {\displaystyle d=100\ m:}
{\displaystyle Att=20\cdot \log _{10}{100}=40\ dB}
-Il calcolo della pressione acustica {\displaystyle Ls} degli impulsi incidenti sull'idrofono di misura:
{\displaystyle Ls=LI-Att=232\ dB/\mu Pa/1\ m-40\ dB=192\ dB/\mu Pa}
-La tensione efficace ai capi dell'idrofono:
{\displaystyle Vui=Ls+Sidr\ dB/Volt/\mu Pa=192\ dB/\mu Pa-200\ dB/Volt/\mu Pa=-8\ dB/1/Volt} = {\displaystyle 0.4\ Veff.}  pari a {\displaystyle 1.1\ Vpp\ \ \ } misurabili sull'oscilloscopio.

#### Valutazione del livello indice con misure in mare

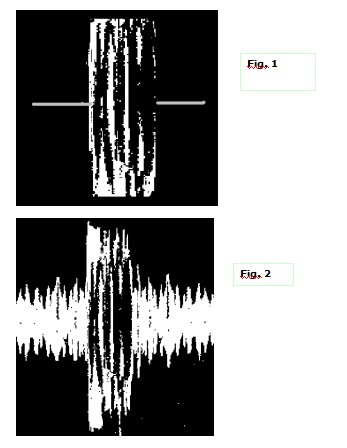
In figura 1 l'impulso ideale, in figura 2 l'impulso reale

Il valore finale di {\displaystyle LI} a seguito del rilievo oscilloscopico degli impulsi ricevuti dall'idrofono di misura è dipendente dalle condizioni di misura: in nella figura in alto l'aspetto di un impulso ideale in assenza di rumore ambiente, in basso l'impulso in condizioni reali durante le misure:
-Supponiamo che con l'oscilloscopio  si misuri un impulso d'ampiezza {\displaystyle 1\ Vpp}
-Si trasformi il valore della tensione picco-picco in {\displaystyle Veff.}:
{\displaystyle Vui=1\ Vpp/2.81=0.35\ Veff.=-9\ dB/Veff}
-Si trasformi {\displaystyle Vui} nella pressione incidente sull'idrofono:
{\displaystyle Ls=Vui+200\ dB/Volt/\mu Pa=-9\ dB/Veff+200\ dB/Volt/\mu Pa=191\ dB/\mu Pa}
-Per computare infine il valore di {\displaystyle LI} il livello di pressione calcolato deve essere incrementato dell'attenuazione dovuta al percorso {\displaystyle d}, quindi:
{\displaystyle LI=Ls+Att=191\ dB/\mu Pa+40\ dB=231\ dB/\mu Pa/1\ m}
Il valore di {\displaystyle LI} a seguito misure è di poco inferiore a quello in progetto di  {\displaystyle -1\ dB} ; la differenza è giustificabile con le inevitabili incertezza delle misure in mare. 
In sintesi la formula di calcolo:
{\displaystyle LI=20\cdot \log _{10}{Vui/2.81}+Sidr+20\cdot \log _{10}{d}}
dove:
{\displaystyle Vui\ =\ \ } tensione in {\displaystyle Volt.pp} misurata sull'idrofono campione
{\displaystyle Sidr\ =\ \ } sensibilità idrofono campione {\displaystyle dB/Volt/\mu Pa}
{\displaystyle d\ =\ \ }  distanza in {\displaystyle m} tra centro trasduttore e idrofono campione